# Agram 2000
Agram 2000 je hrvatsko automatsko oružje, koje je nastalo na temelju talijanske strojnice Beretta M12. Ime Agram je stari njemački naziv Zagreba.
Hrvatske specijalne snage su ga koristile u Domovinskom ratu (1991.-1995.), također je bio u uporabi u Bosni i Hercegovini, te u Kosovskom ratu (1998.–1999). Zbog loše konstrukcije (često propusti metke iz magazina) nije bio prouzdan na fronti. Bolje je popularan među kriminalnim organizacijama u Balkanu, osobito zbog dostupnosti nakon rata i prigušivača. Osim toga je Agram mnogo brže oružje nego Beretta.

## Vanjske poveznice
- [neaktivna poveznica]
- Agram 2000: Croatia’s Gangster Gun (Forgotten Weapons)